# ベイビーわるきゅーれ ナイスデイズ
『ベイビーわるきゅーれ ナイスデイズ』（英題：Baby Assassins  Nice days）は、阪元裕吾監督による日本のアクション映画。2024年9月27日に公開された。主演は、前作『ベイビーわるきゅーれ 2ベイビー』に引き続き、髙石あかりと伊澤彩織が務める。
劇中、宮崎県宮崎市が主な舞台でオールロケーションが行われた。宮崎市は杉本ちさと役の髙石あかりの出身地である。
2024年7月に第23回ニューヨーク・アジアン映画祭（23rd.NYAFF）でワールドプレミア上映され、アクション映画を表彰するダニエル・A・クラフト賞を日本映画として初めて受賞した。
本作のメイキングを含むドキュメンタリー映画『ドキュメンタリー オブ ベイビーわるきゅーれ』が製作され、2024年10月4日に劇場公開された。

## あらすじ
女殺し屋コンビである杉本ちさと・深川まひろの二人は所属する殺し屋協会からの依頼で九州、宮崎に出張する。南方でのバカンス気分を楽しみつつ、金の横領を働いた松浦という男の抹殺依頼をこなそうとする二人だったが、二人が松浦のいるという宮崎市庁に向かうとそこで彼が別の男に銃を突きつけられている現場に遭遇。戦闘になり、男の戦闘力の前にまひろは打ちのめされ、ちさとも制圧されてしまい、松浦には逃げられてしまう。
協会から派遣されてきた入鹿みなみと七瀬より二人は交戦した男が冬村かえでという協会に所属していない野良の殺し屋であること、標的の横取りという協会の面子をつぶした冬村の抹殺を伝達されるのだった。

## キャスト
杉本ちさと
演 ‐ 髙石あかり
まひろとコンビを組む美少女殺し屋。「台東区で活動する別格の殺し屋」として名が知れており、腕の立つ東京の殺し屋の派遣を協会より依頼されて宮崎にやってくる。
深川まひろ
演 ‐ 伊澤彩織
ちさととコンビを組む美少女殺し屋。高い近接戦闘能力を持つが冬村との1対1での戦いで圧倒されてしまい、悔しさをあらわにする。
冬村かえで
演 ‐ 池松壮亮
協会に属さない一匹狼の殺し屋。
銃からナイフまで使いこなす強力な戦闘力を持っており、ちひろとまひろを初戦で圧倒してしまえるほどである。
所謂コミュ症であり、部屋の中に態々テントを張って生活するなど奇行が目立つ他、日記帳をつけており、日ごろの行いを事細かに記載している。
苺を一口食べて捨てた動画をネットにアップした結果炎上したという大学生の親から、「炎上に加担した150人の抹殺」を依頼されており、松浦でその150人目であった。
入鹿みなみ
演 ‐ 前田敦子
殺し屋協会に属する殺し屋。ちさと・まひろにとっては先輩で田坂の同期にあたる。
なにかと口うるさい性格でちさと・まひろ達の態度に嫌悪感を隠しきれていない。
冬村が協会の殺しを妨害したことでちさと・まひろたちの元に派遣され、共に冬村と松浦の抹殺に動く。
七瀬
演 ‐ 大谷主水
殺し屋協会に属する殺し屋でみなみの相棒。
筋肉を鍛えることを趣味としているのか食事に気を使っている。地方出身なのかまひろが聞き取れないレベルの方言を話すことがある。
松浦
演 ‐ かいばしら
殺し屋たちから標的にされている男。殺し屋協会からは金の横領。冬村からは動画への炎上行為に加担したことでそれぞれから命を狙われている。
田坂守
演 ‐ 水石亜飛夢
1作目より登場する協会に属する清掃スタッフ。説教しながらメジャーのテープを出し入れする癖があり、それをちさとからウザがられており、また名前をちゃんと憶えられていない
宮内茉奈
演 ‐ 中井友望
前作より登場する田坂の後輩の清掃スタッフ。ゆるい雰囲気で話すが仕事は有能で銃器の扱いも長ける。
熊本での仕事からちさと・まひろ達の支援に宮崎にやってくる。
広川
演 ‐ カルマ
フリーの殺し屋仲介人。冬村の仲介を担当している。ちさとたちに捕まり、情報源とされてしまう。
笠松
演 ‐ 木部哲
野良の殺し屋集団『ファーム』の構成員で集団でNo1の殺し屋。
須佐野
演 ‐ 飛永翼
1作目より登場しているちさと・まひろのサポート役。本作では声のみの出演である。

## スタッフ
- 監督・脚本 - 阪元裕吾
- アクション監督 - 園村健介
- 製作 - 奥村雄二、人見剛史、松原憲、小林良二、和田佳恵、五十嵐淳之、後藤剛
- エグゼクティブプロデューサー - 鈴木祐介
- プロデューサー - 角田陸、後藤剛
- 音楽プロデューサー - 松原憲
- 主題歌 - 女王蜂「狂詩曲」
- 挿入歌 - 忘れらんねえよ with ちさと＆まひろ「そっか、自由か。」
- 音楽 - SUPA LOVE
- 撮影 - 伊集守忠
- 照明 - 関将史
- 録音 - 小牧将人
- 美術・装飾 - 岩崎未来
- スタイリスト - 入山浩章
- ヘアメイク - 赤井瑞希、仁部遥香
- ガンエフェクト・編集・VFX - 遊佐和寿
- 音響効果 - 吉田篤史
- アクションコーディネーター - 川本直弘
- 助監督 - 工藤渉
- 制作担当 - 小玉直人
- 制作プロダクション - シャイカー
- 配給 - 渋谷プロダクション
- 製作 -「ベイビーわるきゅーれ ナイスデイズ」製作委員会（TOKYO CALLING、ライツキューブ、SUPA LOVE、渋谷プロダクション、テレビ東京、ムービーウォーカー、シャイカー）